# Почепта
По́чепта (рос. Почепта) — селище у складі Комсомольського району Хабаровського краю, Росія. Знаходиться у міжселенній території. Скасоване у 2024 році як населений пункт через відсутність населення.

## Населення
Населення — 2 особи (2010; 5 у 2002).
Національний склад (станом на 2002 рік):
- росіяни — 80 %